# Ælla
Ælla (també escrit Ella o Ille) va ser el primer rei conegut de Deira. Un dels seus fills va ser Edwin de Northúmbria, i la seva filla Acha es va casar amb Etelfred de Bernícia.

Hi ha proves arqueològiques que demostren l'assentament d'emigrants germànics en la zona oriental de Yorkshire a finals del segle v. Segons les llistes genealògiques de monarques incloses en la Genealogiae regum Anglorum i en la Historia Brittonum, Ælla era fill d'Yffe, però no totes les llistes coincideixen en els ancestres, que acaben per enllaçar amb el déu Wodan. La Historia Brittonum destaca el paper de Soemil que va establir Deira com a regne independent de Bernícia, un avantpassat d'Ælla. També Beda diu que Ælla era un dels reis anglosaxons de l'època en què es va iniciar la missió gregoriana, l'any 597.
No hi ha gaire més informació sobre Ælla, però és esmentat en la saga llegendària de Gautrek, en què es diu que va rebre la visita d'un heroi anomenat Ref. També és un dels personatges del conte L'home de la llei en els Contes de Canterbury de Geoffrey Chaucer, escrit al segle xiv.
Segons la Crònica anglosaxona, Ælla va esdevenir rei el mateix any que Ceawlin de Wessex (560), coincidint amb la mort d'Ida de Bernícia, i va governar durant 30 anys. Però també diu a la crònica que Ælla va morir el 588 i que va ser succeït per Æthelric. Potser aquesta és la raó per la qual John de Worcester va escriure que la data d'ascensió al tron va ser l'any 559, data que coincidiria amb un regnat de trenta anys.